# Karl Friedrich Lucian Samwer
Karl Friedrich Lucian Samwer, född 16 mars 1819 i Eckernförde, död 8 december 1882 i Gotha, var en tysk jurist och politiker. 
Samwer studerade juridik i Kiel och ägnade sig efter avlagd examen 1843 åt advokatverksamhet (från 1846 i Kiel). I tal och skrift tog han livligt del i den schleswig-holsteinska rörelsen; han stod hertig Kristian av Holstein-Augustenburg personligen nära och hävdade i arbetet Die Staatserbfolge der Herzogthumer Schleswig-Holstein (1844) dennes arvsrätt. År 1848 var han ledamot av Frankfurtparlamentet och sändes därpå som provisoriska regeringens diplomatiske agent i olika uppdrag till London och Berlin (1848-51). Samtidigt var han publicistiskt verksam och utgav bland annat tillsammans med Johann Gustav Droysen det mycket omstridda arbetet Die Herzogthümer Schleswig-Holstein und das Königreich Dänemark. Actenmässige Geschichte der dänischen Politik seit dem Jahre 1806 (1850). 
År 1849 hade han utnämnts till professor i Kiel, men avsattes av danska regeringen 1852. Samma år kallade hertig Ernst II av Sachsen-Coburg-Gotha honom i sin tjänst först som bibliotekarie, från 1859 som ledamot av statsrådet. Åren 1863-66 följde han pretendenten hertig Fredrik av Holstein-Augustenborg som diplomatisk rådgivare, men återvände därefter till Gotha, där han sedan innehade flera olika poster i förvaltningen. Samwer fortsatte Georg Friedrich von Martens "Recueil général des traités" (sju band, 1856-75, andra serien, sju band, 1876-81). Postumt utgavs bland annat ett arbete av Samwer om det romerska myntväsendet (1883).